# 窄穗剪股颖
窄穗剪股颖（学名：Agrostis inaequiglumis），为禾本科剪股颖属下的一个植物变种。